# Roger Kindt
Roger Kindt (* Etterbeek, 18 de septiembre de 1945 - † Bruselas, 3 de abril de 1992). Fue un ciclista belga, profesional entre 1967 y 1976, cuyo mayor éxito deportivo lo logró en la Vuelta a España donde obtuvo 1 victoria de etapa en la edición de 1972.

## Palmarés
| 1972 - 1 etapa en la Vuelta a España |